# Casa Lucio

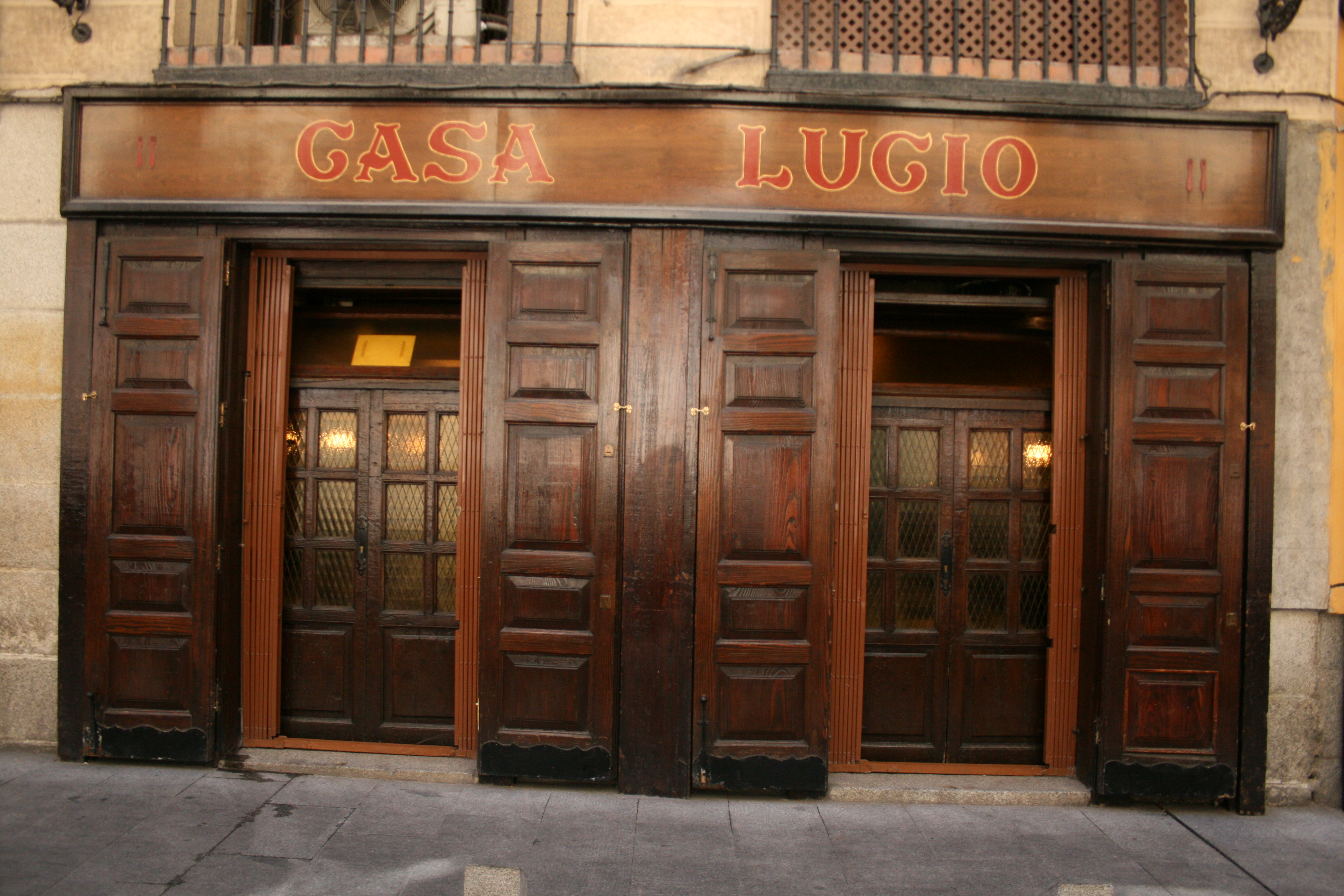
Fachada de la entrada a Casa Lucio, en la Cava Baja del viejo Madrid.

Casa Lucio es un restaurante de Madrid que se encuentra en la Cava Baja (Madrid de los Austrias). Su fundador fue Lucio Blázquez, popularmente Lucio, que recuperó cierto estilo castellano del siglo XIX a pesar de haber inaugurado el local en 1974. El local ocupa el mismo emplazamiento que el histórico Mesón del Segoviano.

## Historia

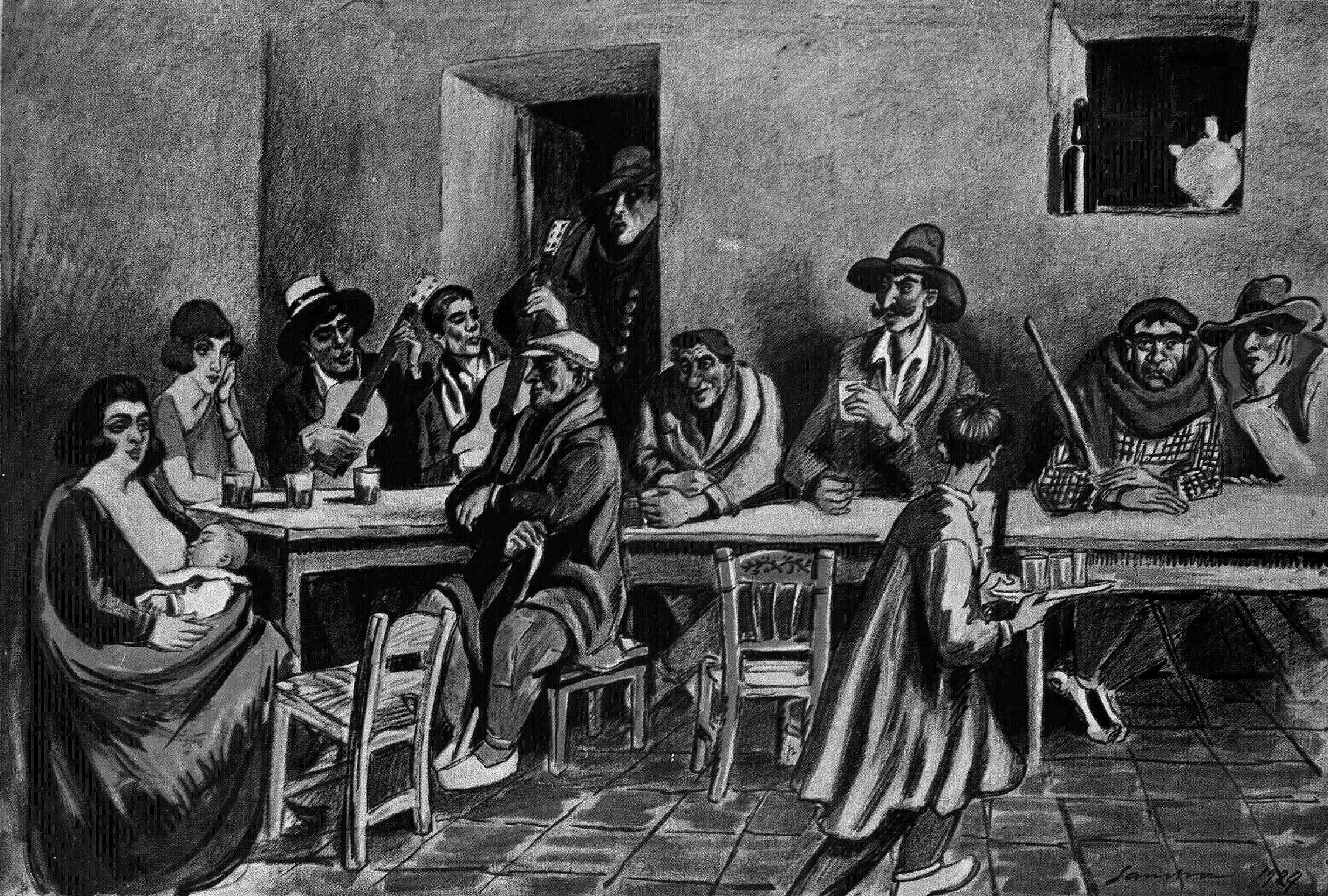
Interior de la posada del Segoviano en un dibujo de Francisco Sancha (La Esfera, 1924)

La Cava Baja, una de las calles más antiguas de Madrid, fue desde el siglo XVII punto de llegada y partida de arrieros y carreteros de las diligencias que trasportaban el correo a los pueblos de la provincia y, más allá, a localidades de Toledo, Segovia o Guadalajara. 
En la finca que ocupa "Casa Lucio" antes se encontraba el Mesón del Segoviano, nombre popular por el que se conocía la Posada de San Pedro ya existente en 1720. Aún en el siglo XX llegaba cada viernes hasta dicho mesón, el "Ordinario de Illescas", carromato tirado por mulas (coche de mulas), propiedad de una larga dinastía de carreteros apegados a su oficio desde 1680.
En el zaguán del casi mítico mesón se le dio al escritor Francisco Grandmontagne un sonado homenaje en 1921, en el que participaron amigos suyos como Antonio Machado y Azorín, entre otros cien personajes de la literatura española y la vida madrileña. En el mencionado zaguán, a mediados del siglo XX todavía podían verse expuestos y emparejados un carro de mulas y un viejo y flamante automóvil fabricado en Detroit. En 1965 era un punto obligado del recorrido turístico. El mesón tenía un estilo manchego rural y su especialidad eran las sopas de ajo (Sopa mesón del segoviano), además del queso manchego, los champiñones al ajillo y las gambas.
A mediados de los años 70 el mesón fue adquirido por Lucio Blázquez —que había entrado como botones en él— y pasó a llamarse «Casa Lucio». Su estilo inicial era la cocina castellana y poco a poco fue adquiriendo platos de la cocina madrileña. Fue un local de moda entre políticos y hombres de negocios y a pesar de los cambios conserva cierto aire tradicional.

## Características
El mesón posee una entrada con bar y dos pisos (el de arriba se denomina jocosamente «el purgatorio»). La cocina es elaborada de forma muy sencilla y emplea ingredientes de calidad. 

## Especialidades
Son famosos los platos con huevo: huevos fritos con puntillas, los huevos rotos (huevos estrellados), pisto con huevo, etcétera. Aparte de ello es conocido por las especialidades de cocina madrileña: cocido madrileño, capón en salsa pepitoria. En el terreno de los postres destaca el arroz con leche. "Lucio" asegura que no hay platos con ingredientes congelados.